# Iaela

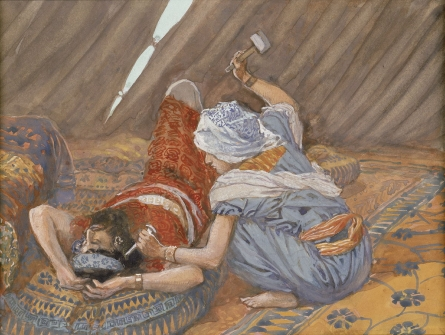
Iaela omorându-l pe Sisera, pictură de James Tissot

Iaela (sau Iael, Yael) este un personaj feminin din Biblie. Ea apare în cartea Judecători, capitolul 4.
Relatarea biblică se referă la perioada când regele Iabin amenința să cucerească Ierusalimul prin intermediul unei armate conduse de Sisera. Iaela, soția lui Heber kenitul, îl primește ca oaspete, dar, când acesta adoarme, îl ucide bătându-i un cui în tâmplă.
Pentru curajul ei, Iaela a fost „binecuvântată” de către israeliți.
Numeroase picturi înfățișează actul ei temerar.